# 강석정 (정치인)
강석정(1941년 12월 8일 ~ )은 대한민국의 정치인이다. 제34·35대 합천군수를 역임했다.

## 학력
- 연세대학교 철학 학사

## 역대 선거 결과
|  | 7.96% |

|  | 15.25% |

|  | 38.10% |

|  | 30.23% |

|  | 24.60% |